# أبيل أفراليجن
أبيل أفراليجن (مواليد 24 أغسطس 1983) هو ملاكم إثيوبي، مثّل بلاده في الألعاب الأولمبية الصيفية 2004.

## وصلات خارجية
أبيل أفراليجن على موقع أوليمبيديا (الإنجليزية)